# David Henderson (Offizier)

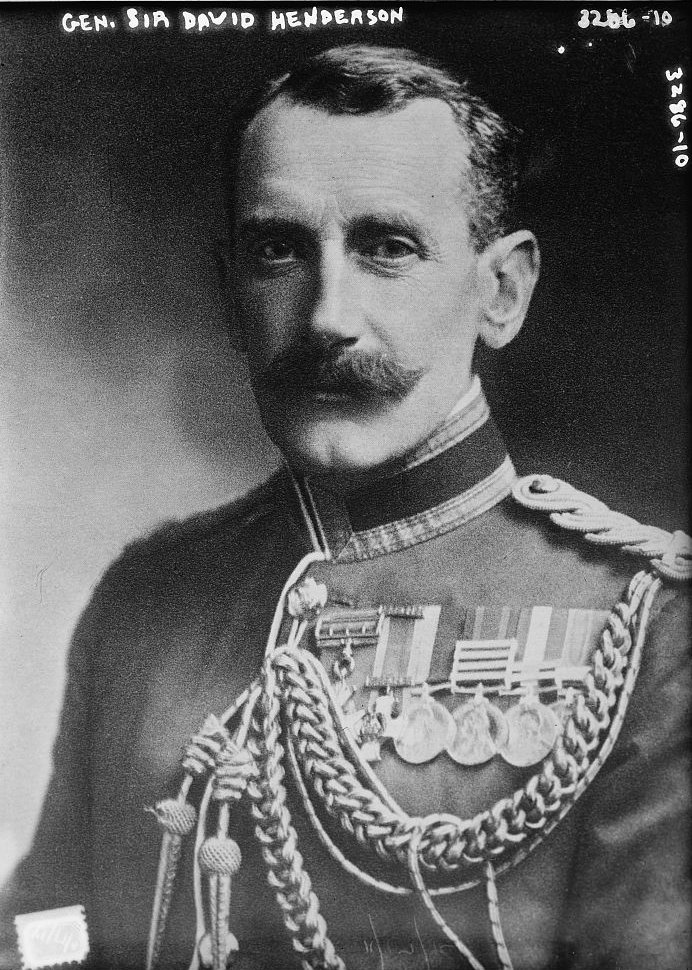
David Henderson

Sir David Henderson KCB, KCVO, DSO (* 11. August 1862 in Glasgow; † 17. August 1921 in Genf) war ein britischer Offizier der British Army und des Royal Flying Corps (RFC), der den Rang eines Lieutenant-General erreichte. Er hatte im ersten Jahr des Ersten Weltkriegs das Kommando über das RFC im Felde und wurde nach dem Krieg Generaldirektor der Liga der Rotkreuz-Gesellschaften in Genf.

## Leben
Henderson wurde als Sohn von David Henderson senior, einem der Eigentümer der Schiffbaugesellschaft D. & W. Henderson & Company, geboren. Er wurde schon im Alter von 15 Jahren an die University of Glasgow aufgenommen, wo er Ingenieurwissenschaften studierte. Er verließ die Universität 1881 ohne Abschluss, um am Royal Military College Sandhurst für eine Offizierskarriere ausgebildet zu werden. Er erhielt im August 1883 sein Leutnantspatent im Regiment der Argyll and Sutherland Highlanders und erreichte im Jahr 1890 den Rang eines Captain.
Henderson nahm in den Jahren 1897 bis 1898 am Nil-Feldzug teil, wo er als Aide-de-camp von Brigadegeneral Neville Lyttelton und Staff Captain (Intelligence) diente. Er war 1898 bis 1899 Deputy Assistant Quartermaster-General im Hauptquartier der Armee. Er wurde anschließend als Deputy Assistant Adjutant-General nach Natal in Südafrika versetzt, wo im gleichen Jahr der Zweite Burenkrieg ausbrach. Er war bei der Belagerung von Ladysmith (November 1899 bis Februar 1900) anwesend und wurde dabei verwundet. Bis zum Jahr 1902 kämpfte er unter anderem im Transvaal und war von 1901 bis 1902 Director of Military Intelligence im Stabe Lord Kitcheners im Range eines Brevet-Lieutenant Colonel. Er blieb nach dem Kriegsende bis April 1903 der Zivilverwaltung des Transvaal zugeteilt und erhielt hier 1903 den Distinguished Service Order für seine Dienste überreicht.
Zurück im Mutterland war Henderson in den Jahren 1904 bis 1907 in Stabsverwendungen beim I. Armeekorps in Aldershot tätig, wo er 1904 sein Handbuch Field Intelligence: Its Principles and Practice veröffentlichte. Im Jahr 1907 folgte The Art of Reconnaissance, womit er seinen Ruf als führende Autorität in Fragen der Feldaufklärung festigte. Er war von 1907 bis 1912 Generalstabsoffizier (BGGS) beim Generalinspekteur der Home Forces, anschließend wurde er Director of Military Training im War Office.
Henderson hatte sich im Jahr 1911, im Alter von 49 Jahren, das Fliegen beigebracht (RAeC-Zertifikat No. 118) und war somit seinerzeit der älteste Pilot weltweit. 1913 wurde er zum ersten Director-General of Military Aeronautics im War Office ernannt. Beim Beginn des Ersten Weltkriegs übernahm er die Führung des Royal Flying Corps im Felde an der Westfront und wurde im Oktober 1914 zum Major-General befördert. Von Ende November bis Ende Dezember 1914 musste er als Kommandeur der 1st Division einspringen und wurde in dieser Zeit von seinem Stabschef Frederick Sykes vertreten. Im August 1915 kehrte er nach London zurück, um wieder die Geschäfte als Director-General of Military Aeronautics zu übernehmen, die Sefton Brancker in seiner Abwesenheit geführt hatte. Sein Nachfolger beim RFC im Felde wurde Hugh Trenchard. Er assistierte General Jan Christiaan Smuts 1917 bei der Abfassung dessen Berichtes, der zur Gründung der Royal Air Force (RAF) führte. Auch Trenchard meinte später, dass der Titel als „Vater der RAF“ nicht ihm, sondern Henderson gebühre.
Henderson wurde Anfang 1918 Mitglied und Vizevorsitzender des unter Vorsitz von Lord Rothermere neugebildeten Air Council. Bereits im April gab er seinen Posten aber auf, um der „Atmosphäre der Intrige“ im Luftfahrtministerium zu entkommen. Er diente bis kurz vor dem Kriegsende wieder in Frankreich bei der RAF. Er wurde sodann militärischer Berater in Paris und diente der britischen Delegation zur Pariser Friedenskonferenz bis zur Unterzeichnung des Versailler Vertrages im Juni 1919. Er wurde anschließend Generaldirektor der Liga der Rotkreuz-Gesellschaften in Genf, wo er zwei Jahre später im Alter von 59 Jahren verstarb. Sein einziger Sohn Ian war Anfang 1918 als Staffelkapitän des RFC in Frankreich gefallen.
Henderson war seit März 1918 Ehrenoberst der Highland Light Infantry. Im April 1914 war er zum Knight Commander des Order of the Bath ernannt worden, zudem war er seit Dezember 1918 Knight Commander des Royal Victorian Order. Seit 1920 war er Großoffizier der Ehrenlegion und Ehrendoktor der Universität Glasgow.